# استان ایگیگه
استان ایگیگه (به اسپانیایی: Provincia de Iquique) یک استان در شیلی است که در منطقه تاراپاکا واقع شده‌است. استان ایگیگه ۲٬۸۳۵٫۳ کیلومتر مربع مساحت و ۲۷۵٬۰۴۲ نفر جمعیت دارد.